# Gökhan Emreciksin
Gökhan Emreciksin est un footballeur turc, né le 10 septembre 1984 à Istanbul. Il joue au poste de milieu droit.

## Biographie
Il joue actuellement à Elazığspor. Il a été transféré de Konyaspor. Il a également joué dans les clubs turcs de Fenerbahçe SK, Boluspor et Bandırmaspor. Son club formateur a été Sinopspor Istanbul.
Avec l'équipe nationale turque, il a été appelé pour un match contre la Biélorussie le 26 mars 2008 mais n'entre pas en jeu.